# Meltemi Editore
La Meltemi Press S.r.l. è una casa editrice italiana specializzata nella pubblicazione di saggi dedicati alla ricerca antropologica, agli studi culturali e postcoloniali, al pensiero economico e politico contemporaneo, alle scienze sociali e della comunicazione, alla semiotica, alle culture visuali e ai gender studies.

## Storia

### Gli inizi
La storia della casa editrice inizia a Roma nel 1994, per iniziativa di Luisa Capelli e Marco Della Lena. I due fondatori, provenienti da esperienze diverse nell'editoria, decisero di dar vita a una casa editrice che desse la parola a una saggistica di qualità emergendo dal “silenzio” che, dopo la caduta del Muro di Berlino, sembrava essere sceso nelle scienze umane e sociali. Con il volume Scrivere le culture (1997), curato dagli antropologi James Clifford e George E. Marcus, la Meltemi compì un salto di qualità rendendo riconoscibile il suo percorso culturale. Nell'aprile 2010 conclude la sua attività.

### La rinascita
Dopo alcuni anni di assenza, Meltemi rinasce a Milano sul finire del 2016: viene rilevata dal Gruppo Mimesis, sotto la guida di Pierre Dalla Vigna e Luca Taddio, e poi rilanciata come nuova S.r.l. sotto la direzione di Manolo Morlacchi. A partire dall'autunno del 2016, i titoli e gli autori della casa editrice della Melusina tornano finalmente sugli scaffali delle librerie affiancati da novità che confermano la volontà di portare avanti la pubblicazione della migliore saggistica sui tanti volti della modernità e dell’attualità. 
A oggi il catalogo storico della casa editrice consta di circa 800 titoli, con una rete di autori che conta i più grandi studiosi del pensiero contemporaneo: da Bruno Latour a Tim Ingold; da Ngũgĩ wa Thiong’o a Peter Handke; da Nancy Fraser a bell hooks; da Pierre Bourdieu a Wim Wenders; da Edgar Morin a Marc Augé e Judith Butler.

## Il logo
Meltemi è il nome di un vento che soffia nel Mediterraneo e la Melusina, la sirena a due code protagonista di un racconto mitico francese, è l'inconfondibile logo della case editrice: simboleggia l'incontro e il confronto, la dialettica e i conflitti che stanno alla base di tutte le pubblicazioni della casa editrice.

## Le collane
Dalla sua fondazione fino a oggi la Meltemi ha pubblicato collane tematiche, tra le quali: quella antropologica diretta da Andrea Staid; quella sociologica diretta da Massimiliano Guareschi, quella dedicata a estetica e culture visuali diretta da Maurizio Guerri; e quella semiotica diretta da Gianfranco Marrone.
Per uscire dai confini della saggistica pura, è nata Atlantide, ispirata dall’isola-continente sommersa e sempre cercata, pensata. Come tutte le teorie non ancora realizzate, resta l’orizzonte di un pensiero tutto da attraversare. Una serie di titoli in cui le grandi narrazioni si sciolgono in racconti locali, i regimi di parola rompono i propri paradigmi e si ritrovano in discorsi ibridi, ricombinati e selvaggi.
L'attuale Meltemi ha mantenuto in vita buona parte del Catalogo storico e le Melusine, brevi saggi iconici e pamphlet radicali.
Altre collane:
Culture Radicali, diretta dal Gruppo Ippolita
Visioni Eretiche, diretta da Carlo Formenti
180 - Archivio critico della salute mentale
Antropologia Oggi, diretta da Alice Bellagamba, Riccardo Ciavolella e Adriano Favole
Antropologia e Cultura pubblica, diretta da Berardino Palumbo e Giovanni Pizza
GeoArchivi, diretta da Marco Scotini
Denkstil, diretta da Gerando Ienna e Lorenzo Sabetta
Rethink, diretta da Alessandro Bonetti e Paolo Ortelli
Ccube, diretta da Nello Barile
Democrazie e Conflitti, diretta da Manuel Anselmi e Fabio de Nardis
Motus, diretta da Angelo Romeo
DeviAzioni, diretta da Cirus Rinaldi
Testi del Medioevo Germanico, diretta da Alessandro Zironi
Fuori collana